# Simca 1300 e 1500
La Simca 1300 e la 1500 erano due autovetture di fascia medio-alta prodotte dal 1963 al 1966 dalla casa automobilistica francese SIMCA.

## Storia e profilo

### Genesi e debutto
Gli anni cinquanta furono un periodo di rivoluzioni per il mondo dell'auto in generale: dopo le ristrettezze della seconda metà del decennio precedente, conseguenti alla ricostruzione post-bellica, il mercato stava conoscendo un nuovo periodo fiorente. Ma inoltrandosi sempre più nel decennio, le esigenze del pubblico in fatto di auto divennero sempre più puntigliose e mirate. Tale tendenza divenne evidente anche presso la Simca, la quale avvertì pertanto la necessità di ampliare la propria gamma in modo da venire incontro ai nuovi gusti della potenziale clientela.
Già intorno al 1957 fu avviato un progetto, noto come Projet 903 e volto alla realizzazione di una vettura che andasse a collocarsi tra la media Aronde e l'ammiraglia Vedette. Tra le specifiche del progetto vi fu anche quella di proporre soluzioni tecniche più moderne, come il motore ad asse a camme in testa, della cilindrata di circa 1.5 litri ed il cambio a 4 marce tutte sincronizzate. Nonostante nel 1958 la Chrysler fosse entrata nel capitale della Casa di Poissy, alla fine del decennio era ancora la FIAT a detenere la maggioranza del pacchetto azionario della Simca. La Casa italiana non vedeva di buon occhio una vettura che avrebbe rivaleggiato con la sua 1500 ormai vicina al lancio, non tanto per l'analogia nella fascia di mercato, quanto per la modernità delle soluzioni tecniche inserite nel capitolato del progetto 903. Perciò nel 1960 la Fiat fece bloccare il progetto alla Simca, la quale si orientò per il momento a terminare il progetto relativo alla 1000. Dopo il lancio di quest'ultima, la Casa francese tornò nuovamente sul progetto della vettura media da tempo auspicata e della quale la necessità divenne di anno in anno più pressante. Va sottolineato infatti come l'apertura delle frontiere, varata il 1º gennaio del 1958, e la conseguente invasione di nuovi modelli concorrenti, stavolta con meno impedimenti di tipo burocratico, pose ogni Casa automobilistica a dover proporre ventagli di offerte sempre più ampi per contrastare i nuovi arrivi. Il nuovo progetto, denominato Projet 910 (o anche Projet T), doveva per forza di cose rinunciare alle soluzioni tecniche previste in precedenza nel progetto 903, per non avere contrasti con la Fiat, in particolare la distribuzione ad asse a camme in testa. Inoltre, gli ingenti investimenti richiesti per la 1000 avevano assottigliato le risorse della Casa francese, la quale dovette quasi del tutto affidarsi ai capitali freschi provenienti dalla Chrysler, i quali vennero comunque investiti per soluzioni più convenzionali.
Anche per quanto riguarda lo stile, si decise di privilegiare la semplicità, in maniera da non esagerare con i costi anche su questo versante. Il disegno della carrozzeria, come nel caso della 1000, fu affidato all'équipe diretta da Mario Revelli di Beaumont, che partorì un corpo vettura dalle forme classiche.
Nel frattempo, vennero condotti test severi per controllare l'affidabilità della meccanica: la nuova unità da 1.5 litri, tuttavia, dimostrò di aver bisogno di nuove messe a punto, mentre il 1.3 pianificato in un secondo momento dovette essere lasciato in sospeso proprio perché derivante dall'unità di cilindrata maggiore. Ma non si poté rimandare ancora a lungo: la Aronde stava cominciando a perdere colpi sotto gli attacchi di una concorrenza sempre più spietata. Occorreva trovare una soluzione di ripiego nell'attesa di avere finalmente i due motori 1.3 e 1.5 pronti e finiti a regola d'arte. L'unica soluzione fu quella di utilizzare per i primi anni di produzione il vecchio 1.3 Rush già montato sulla Aronde.
Il 6 febbraio del 1963, Pigozzi in persona svelò in anteprima il modellino alla stampa, mentre la presentazione ufficiale della vettura ebbe luogo il mese successivo al salone di Ginevra, non solo della 1300, ma anche della 1500 che tuttavia non venne inserita immediatamente in listino per i già motivi di messa a punto del motore.

### Design esterno ed interno
Esternamente, le linee della 1300 e della 1500 apparivano votate alla semplicità: disegnati da Mario Revelli di Beaumont e dalla sua équipe di designer, i tratti dei due modelli ribadirono quel concetto di semplicità inaugurato a suo tempo con la 1000 e quell'orientamento stilistico ben presto battezzato Horizon. Le vettura appariva moderna per l'epoca, anche se non di certo rivoluzionaria: la carrozzeria a tre volumi era di tipo classico, con un frontale caratterizzato da gruppi ottici tondi leggermente sporgenti sopra la linea principale del cofano; quest'ultimo era leggermente spiovente e terminava nella 1300 in corrispondenza di una calandra a feritoie orizzontali tagliate in tre parti da altrettanti listelli verticali, mentre nella 1500 la calandra era solamente a listelli orizzontali, ma più fitti, ed inoltre i paraurti erano più avvolgenti. La fiancata rivelava una linea di cintura piuttosto bassa per privilegiare l'ampiezza delle superfici vetrate e conferire così maggior luminosità all'interno dell'abitacolo. I deflettori alla porte anteriori erano mobili, mentre quelli posteriori erano fissi e la zona sottoporta era sottolineata da una modanatura cromata. La coda era anch'essa di disegno più moderno rispetto alla Aronde: l'unico elemento stilistico che poteva in qualche modo suggerire una sorta di punto d'incontro con il precedente modello stava nel lievissimo accenno di pinne, appena visibile, che le vetture ancora proponevano. I fari posteriori erano invece ripresi pari pari da quelli delle prime Simca 1000.
L'abitacolo era particolarmente luminoso grazie allo studio accurato dell'ampiezza delle superfici vetrate, che nella 1300 e nella 1500 arrivavano a ricoprire 2,158 m². Anche lo spazio a disposizione degli occupanti era di buon livello, così come lo era il comfort a bordo grazie ai sedili rivestiti in tessuto, che oltretutto offrivano doti di regolabilità longitudinale, sia quelli anteriori che quelli posteriori. L'unico appunto al comfort era dato dalla scelta del ponte rigido posteriore che si faceva sentire nei fondi sconnessi. L'accesso all'abitacolo era facilitato dall'apertura a 90° delle portiere, mentre lo spazio nel divano posteriore era ottimizzato per mezzo di una specifica progettazione del tunnel e dell'albero di trasmissione. Semplicità e razionalità anche nel posto guida: la plancia era in plastica nera antiriflesso nella zona superiore, mentre riprendeva il colore della carrozzeria nella zona inferiore. Il cruscotto era costituito in pratica dal solo tachimetro, a cui si aggiungono il contachilometri parziale e quello totale. Completano il quadro i due bocchettoni per la ventilazione e la plafoniera per l'illuminazione interna, nonché un sistema di illuminazione dei vani portaoggetti, molto particolare all'epoca. Apprezzabile anche la capienza interna del bagagliaio, pari a 340 litri.

### Meccanica e motori
La struttura portante era ormai divenuta quasi una consuetudine in quei primi anni sessanta e la 1300 non fece eccezione. L'architettura meccanica di questa vettura era del classico tipo a motore anteriore longitudinale e trazione posteriore. La meccanica telaistica prevedeva un avantreno di tipo MacPherson con molle elicoidali, mentre il retrotreno era ad assale rigido fissato alla scocca mediante due bracci oscillanti. In ogni caso, sui due assi erano previsti ammortizzatori idraulici telescopici e barre stabilizzatrici. L'impianto frenante era a quattro tamburi con circuito idraulico, mentre lo sterzo era del tipo a vite e rullo, come nella 1000.
Il propulsore adottato dalla 1300 era il motore Rush da 1290 cm³ già utilizzato per la Aronde e che nella nuova vettura era proposto nella variante da 62 CV SAE (54 CV DIN). Tale motore, nella 1300, era noto agli addetti ai lavori anche con la sigla 312 T. La 1500, invece, era equipaggiata con il nuovo motore Type 342 da 1475 cm³ in grado di erogare fino a 69 CV DIN (81 CV SAE) di potenza massima. Per entrambi i modelli, il cambio era manuale a quattro marce sincronizzate grazie ai sincronizzatori realizzati dalla Porsche (come peraltro anche nella 1000), mentre la frizione di tipo idraulico era monodisco a secco e l'albero di trasmissione era frazionato in due parti per evitare vibrazioni.

## Evoluzione

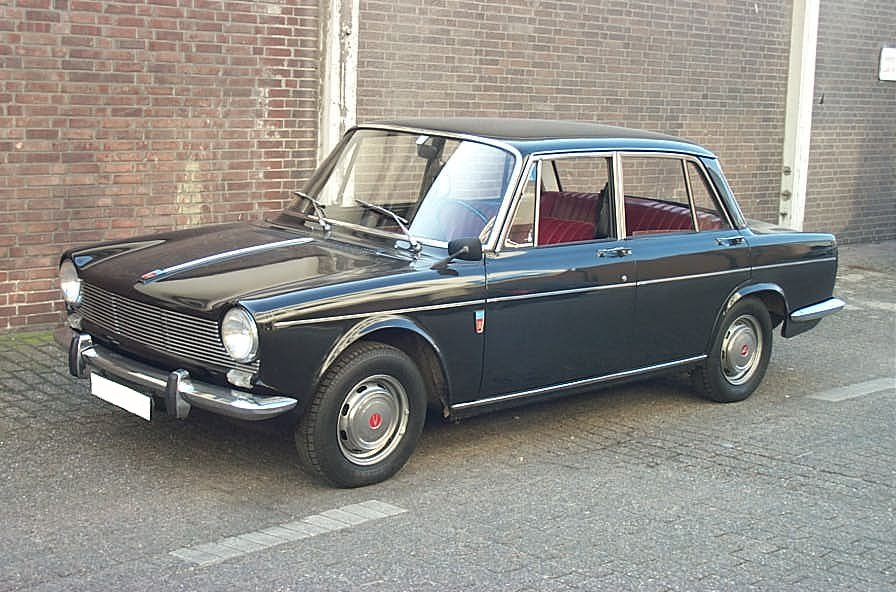
Una Simca 1500 del 1964

Nonostante il lancio avvenuto nella primavera del 1963, ci volle quasi un anno perché la produzione arrivasse a regime: inizialmente, la sola versione disponibile nella gamma era la 1300 ed i primi 115 esemplari furono consegnati solo ad addetti ai lavori, concessionari, ecc.
Fu solo nel settembre dello stesso anno che la gamma venne ampliata, non solo con la 1300 GL, praticamente una 1300 meglio rifinita, ma anche con la 1500. Mentre i modelli 1300 e 1300 GL costituirono i veri modelli eredi della Aronde, la 1500 che apparteneva alla fascia fiscale francese delle vetture da 8CV (contro i 7 della 1300) andò a porsi un gradino più in alto, per competere con la principale concorrenza europea. La sua dotazione di serie differiva da quella della 1300 per la presenza dei sedili anteriori abbattibili completamente e per i rivestimenti in skai anziché in tessuto.

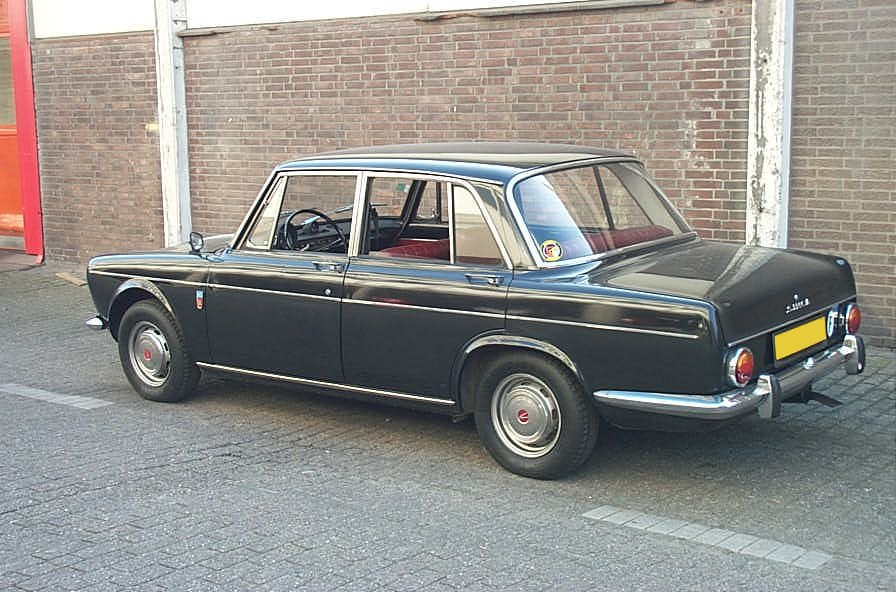
Vista posteriore di una Simca 1500

Un anno dopo, nel settembre 1964, la gamma della 1500 si ampliò a sua volta con l'arrivo della 1500 GL, versione più lussuosa che proponeva tra l'altro un inedito bracciolo posteriore e il cruscotto con inserti in finta radica. Esteriormente la 1500 GL si distingueva dalla 1500 per piccoli particolari tra cui lo stemma della "rondine" posizionato davanti al passaruota anteriore. Meccanicamente, le 1500 differirono sia per il nuovo motore 2N2 da 1475 cm³ e 69 CV DIN di potenza massima, sia per l'impianto frenante comprendente dischi all'avantreno. Ma la vera novità fu rappresentata dalla 1500 Break, una nuova ed inedita giardinetta proposta in tre livelli di allestimento: base, Familiale (con carrozzeria a sette posti) e GL. Nella 1500 Break, che già poté disporre di un vano bagagli sensibilmente più capiente rispetto a quello della berlina, le due file posteriori di sedili potevano essere rimosse per offrire un vano di carico ai massimi livelli nella sua categoria.
Nell'agosto del 1965 le 1300 e le 1500 di base furono cancellate dal listino. A settembre, la gamma venne ampiamente riorganizzata dando luogo a numerose novità: innanzitutto la carrozzeria giardinetta venne proposta anche sulla 1300, dando luogo alla 1300 Break; inoltre, tutte le versioni 1300 ricevettero anch'esse i freni a disco all'avantreno. Infine, sia per la 1300 che per la 1500 i livelli di allestimento divennero quattro: L, LS, GL e GLS. A parità di allestimento, poi, le 1300 e le 1500 divennero esteriormente identiche. Così la gamma si evolse e si articolò nelle seguenti modalità:
- le 1300 L e le 1500 L (che andarono a sostituire le rispettive versioni base) ricevettero entrambe la calandra ed i paraurti della prima 1300 di base;
- le versioni LS ricevettero anche dei rostri sui paraurti, assenti sulle L;
- le 1300 GL e 1500 GL beneficiarono di paraurti e calandra come nelle vecchie 1500 di base;
- le versioni GLS ricevettero uno stemma della Casa sul parafango anteriore sinistro e la sigla GLS sul lato sinistro della calandra;
- le Break nelle due motorizzazioni e nei tre livelli di allestimento ricevettero la calandra delle vecchie 1500 di base.

Un'ultima novità, sempre risalente al settembre del 1965 fu l'arrivo della 1500 GLA, caratterizzata dalla presenza del cambio automatico Borg-Warner a tre rapporti.
Tutte le novità del 1965 non furono che una preparazione all'arrivo della nuova gamma 1301/1501 che avrebbe esordito di lì ad un anno. Infatti, al Salone di Parigi del 1966 l'arrivo dei nuovi modelli sancì anche la fine della carriera commerciale delle 1300 e 1500. Gli ultimi esemplari, disponibili unicamente in allestimento L, furono smaltiti nel giro di un anno, fino a sparire dalle concessionarie nel settembre del 1967.

## Riepilogo caratteristiche
| Modello    | Allestimenti           | Sigla progetto | Motore     | Cilindrata cm³ | Potenza CV SAE/rpm | Coppia Nm SAE/rpm | Cambio/ n°rapporti | Freni (ant./post.) | Massa a vuoto (kg) | Velocità max | Anni di produzione |
| 1300       | base, GL               | Type TB        | Type 312 T | 1290           | 62/5200            | 101/2600          | M/4                | T/T                | 960                | 138          | 1963-65            |
| 1300       | L, LS, GL, GLS         | Type TB        | Type 312 T | 1290           | 62/5200            | 101/2600          | M/4                | D/T                | 960                | 138          | 1965-66            |
| 1300 Break | LS, Familiale, GLS     | -              | Type 312 T | 1290           | 62/5200            | 101/2600          | M/4                | D/T                | 1.040              | 135          | 1965-66            |
| 1500       | base, GL               | Type TA        | Type 342   | 1475           | 81/5400            | 122/3000          | M/4                | D/T                | 1.010              | 146          | 1963-65            |
| 1500       | L, LS, GL, GLS         | Type TA        | Type 342   | 1475           | 81/5400            | 122/3000          | M/4                | D/T                | 1.010              | 146          | 1965-66            |
| 1500       | GLA                    | -              | Type 342 B | 1475           | 81/5400            | 122/3000          | A/3                | D/T                | 1.090              | 135          | 1965-66            |
| 1500 Break | base, GL               | Type TC        | Type 342   | 1475           | 81/5400            | 122/3000          | M/4                | D/T                | 1.080              | 140          | 1964-65            |
| 1500 Break | LS, Familiale, GL, GLS | Type TC        | Type 342   | 1475           | 81/5400            | 122/3000          | M/4                | D/T                | 1.080              | 140          | 1965-66            |